# سان جوستينو
سان جوستينو (بالإيطالية: San Giustino)‏ هي بلدية في مقاطعة بيرودجا في إقليم أومبريا في إيطاليا.

## السكان
في سنة 1861 بلغ عدد السكان 4٬898 نسمة، وتطور العدد ليصل في سنة 2011 لـ 11٬337 نسمة.
يظهر هذا المخطط البياني تطور النمو السكاني لـ سان جوستينو